# Тиквеш
Тиквеш, или Тиквешија (мкд. Тиквеш, или Тиквешија), је низија и етногеографска област која се налази у јужном и централном делу Северне Македоније. Највећа насељена места у овој низији су Кавадарци и Неготино, а већину становништва чине Македонци. Област је позната по производњи вина и јогурта.

## Положај
Тиквеш се налази западно од Вардара, обухватајући три геоморфолошке целине: Тиквешку котлину, северни део висоравни Витачево и долину Рајечке реке. Регије које окружују Тиквеш су Повардарје на истоку, Мариово на југу, Пелагонија на западу и Велешка регија на северу.

## Прошлост
Тиквеш је 1371. године био посед српске великашке породице Дејановић.